# Network Functions Virtualization
Virtualização das Funções da Rede (NFV do Inglês "Network Functions Virtualization") é um conceito de arquitetura de rede que propõe utilizar técnicas relacionadas com a Virtualização de IT, para virtualizar diversos tipos de funções dos nós da rede, de modo que eles possam se conectar para criar serviços de comunicação.
Uma função virtualizada de rede (VNF por o Inglês "Virtualized Network Function") é uma ou mais máquinas virtuais que executam diferentes programas e processos, sobre servidores padrão de alta capacidade, comutadores e armazenamento, ou mesmo infraestrutura computação em nuvem, em vez de operar em dispositivos de rede especializados.
Por exemplo, poder-se-ia implantar um firewall para proteger a rede sem a complexidade e os custos de implementação de um dispositivo físico.

## História
Em Outubro de 2012, um grupo de operadores da industria das telecomunicações, "Network Functions Virtualization",
publicou um "white paper" em uma conferência em Darmstadt sobre Software-defined networking e OpenFlow.  O grupo, parte da European Telecommunications Standards Institute (ETSI), consistiu de operadores de Telecomunicação Europeus e de outras geografias.
Após a publicação do documento inicial, o grupo produziu materiais mais profundos, incluindo uma terminologia padrão
 e casos de uso de NFV para servir como referência para os fabricantes e os operadores de telecomunicações.

## Arquitetura
A arquitetura proposta da NFV foi desenvolvida pela ETSI - European Telecommunications Standards Institute e tem o papel de nortear as empresas no processo de criação de seu próprio NFV, ela é composta por três camadas: NFVI - Network Function Virtualization Infrastructure ou Hypervisor, VNF - Virtual Network Function e NFV MANO - Network Function Virtualization Management and Orchestration.

## Ligaçoes externas
- Alcatel-Lucent
- Allot
- Arista Networks
- Avaya
- Brocade
- Cyan
- Hewlett-Packard
- Huawei
- Metaswitch
- Nakina Systems
- NEC
- Openwave Mobility
- RAD
- Sandvine
- Tail-f
- Wedge Networks Inc.
- 6Wind